# Station Trnava

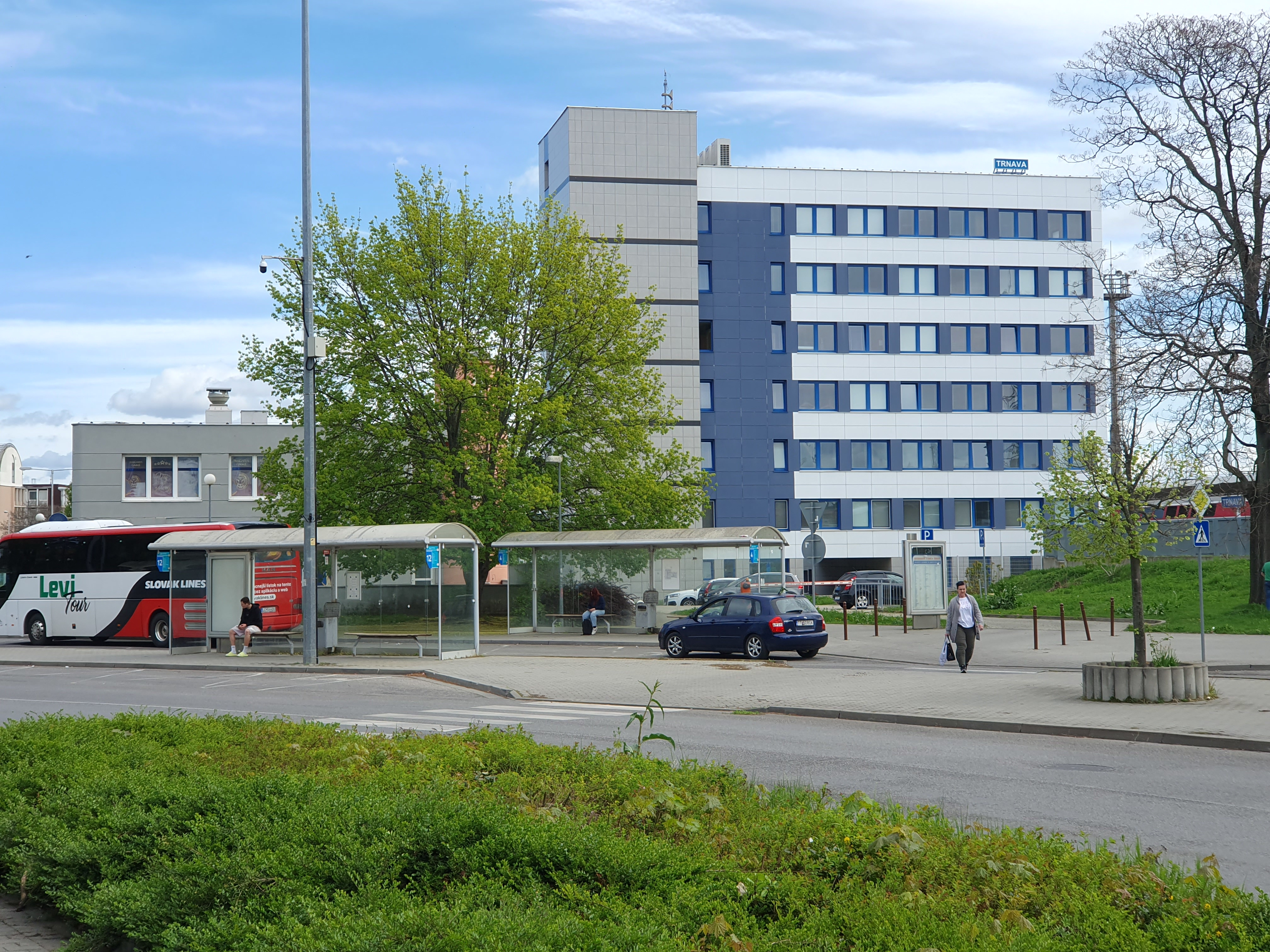
Het stationsgebouw in 2024 (straatzicht)

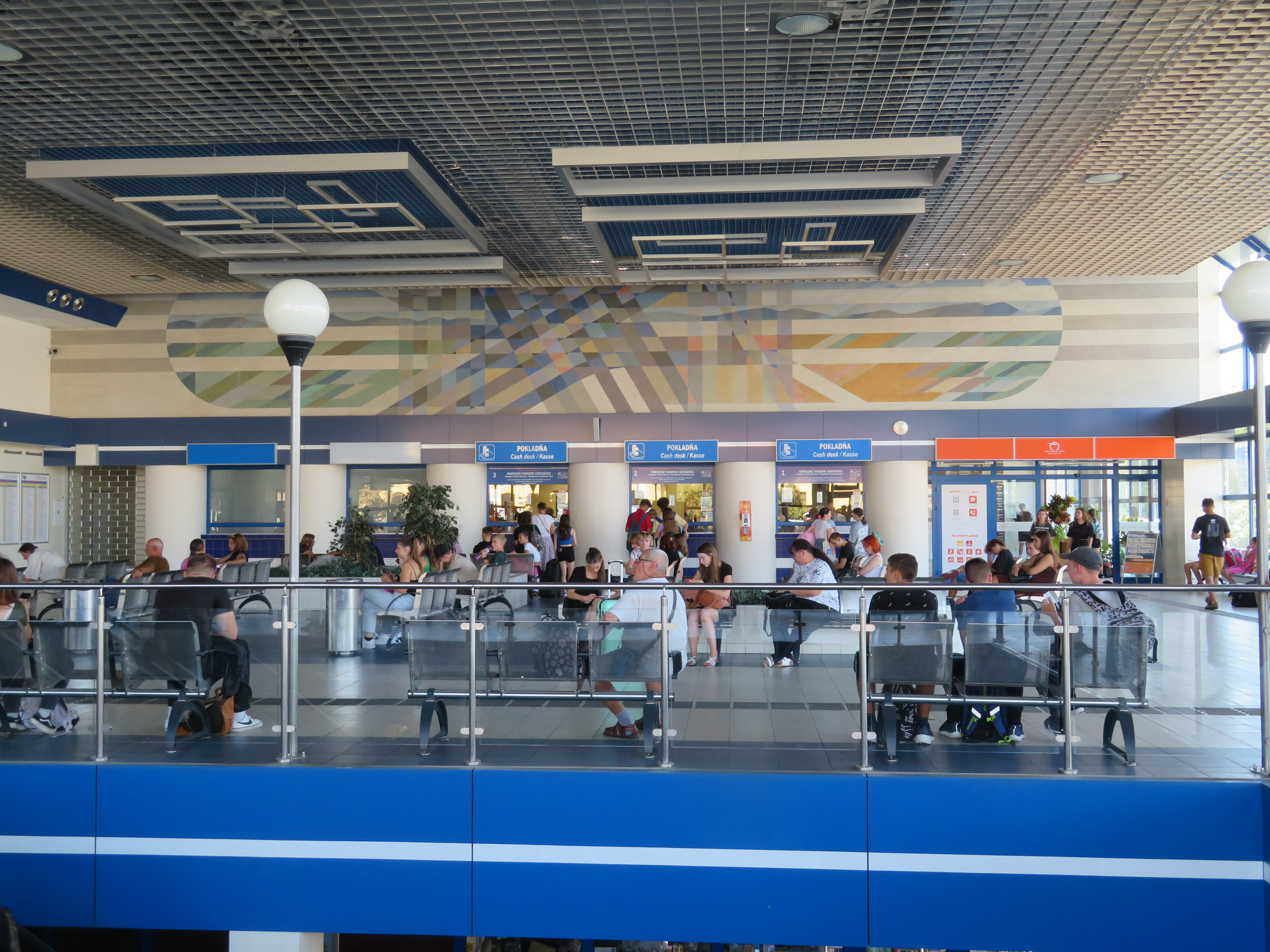
De lokettenzaal

Het station Trnava' is gelegen in de Slowaakse stad Trnava, ten zuiden van het stadscentrum, aan de "Staničná ulica" (vertaling: "Stationsstraat"). Het emplacement ligt op een hoogte van 150 meter boven de zeespiegel.
Op dit regionale spoorwegknooppunt vertakt de dubbelsporige lijn Bratislava - Trnava - Žilina:
- in noordelijke richting: naar Leopoldov - Nové Mesto nad Váhom - Trenčín - Púchov - Žilina (dubbelsporig, geëlektrificeerd)
- in zuidoostelijke richting: naar Sereď (enkelsporig, geëlektrificeerd)
- in noordwestelijke richting: naar Kúty (en verder naar Tsjechië) (enkelsporig, geëlektrificeerd).

## Geschiedenis
De eerste spoorverbinding van Bratislava naar Trnava werd uitgebaat met door paarden gesleepte trams. In Trnava werd op 1 juni 1846 het eerste doodlopende station plechtig geopend. 
Vier maanden later, op 1 november, was dit station omgebouwd tot een doorgaand station, wegens de ingebruikname van de verlenging der sporen naar Sereď (toen nog Szered genoemd).
Anno 1873 werd de paardentractie vervangen door stoomtractie. In 1896 werd een nieuw stationsgebouw opgetrokken, dat ongeveer 400 meter ten westen lag van het huidige.
Een technische werkplaats die al tijdens de Oostenrijks-Hongaarse tijd was gepland, kon pas in 1925 onder Tsjecho-Slowaaks bestuur worden voltooid.
Op het einde van de jaren 1930 begonnen spoorwerken om de lijn Bratislava – Leopoldov uit te rusten met dubbelspoor. Deze werken duurden enkele jaren en waren pas in de loop van het decennium 1950-1959 voltooid. 
Het stationsgebouw dat eertijds was opgetrokken voor de paardentram werd in 1941 gesloopt.
In november 1979 begonnen nogmaals constructiewerken voor een nieuw stationsgebouw dat dichter bij het stadscentrum zou liggen. Het werd pas tien jaar later officieel geopend, op 17 november 1989 (de dag dat de Fluwelen Revolutie uitbrak). Nieuwe perrons werden in 1991 in gebruik genomen.
Het stationsgebouw onderging een modernisering gedurende de episode van 2012 tot 2014. Deze activiteiten vielen samen met de werken op de lijn Bratislava-Žilina ten behoeve van een snelheidsverhoging tot 160 km / h. 

## Lijnen
- 116 (Kúty – Trnava). Lengte: 67,463 km (enkelsporig, geëlektrificeerd)
- 120 (Bratislava – Trnava – Žilina). Lengte: 203 km (dubbelsporig, geëlektrificeerd)
- 133 (Leopoldov – Trnava – Sereď – Galanta). Lengte: 29,651 (geëlektrificeerd) (Trnava – Sereď: enkelsporig,  Sereď – Galanta: dubbelsporig)

## Exploitatie
De spoorweginfrastructuur van het station wordt uitgebaat door de Železnice Slovenskej Republiky (ŽSR) terwijl de  Slowaakse Spoorwegen ŽSSK de leiding hebben over het passagiersvervoer.

## Stads- en streekvervoer
Tegenover het station, aan de kant van de straat "Kollárova", bevindt zich er een autobushalte.

## Bezienswaardigheid
In het station staat aan perron 4 een historische stoomlocomotief opgesteld.
Dit tractievoertuig "O&K 2911/1908" werd gebouwd door Orenstein & Koppel (Berlijn) en werd voor de verplaatsing van goederenwagons meer dan een halve eeuw gebruikt op het terrein van de suikerfabriek van Trnava. In 1973 werd de locomotief naar het station overgebracht voor tentoonstelling.

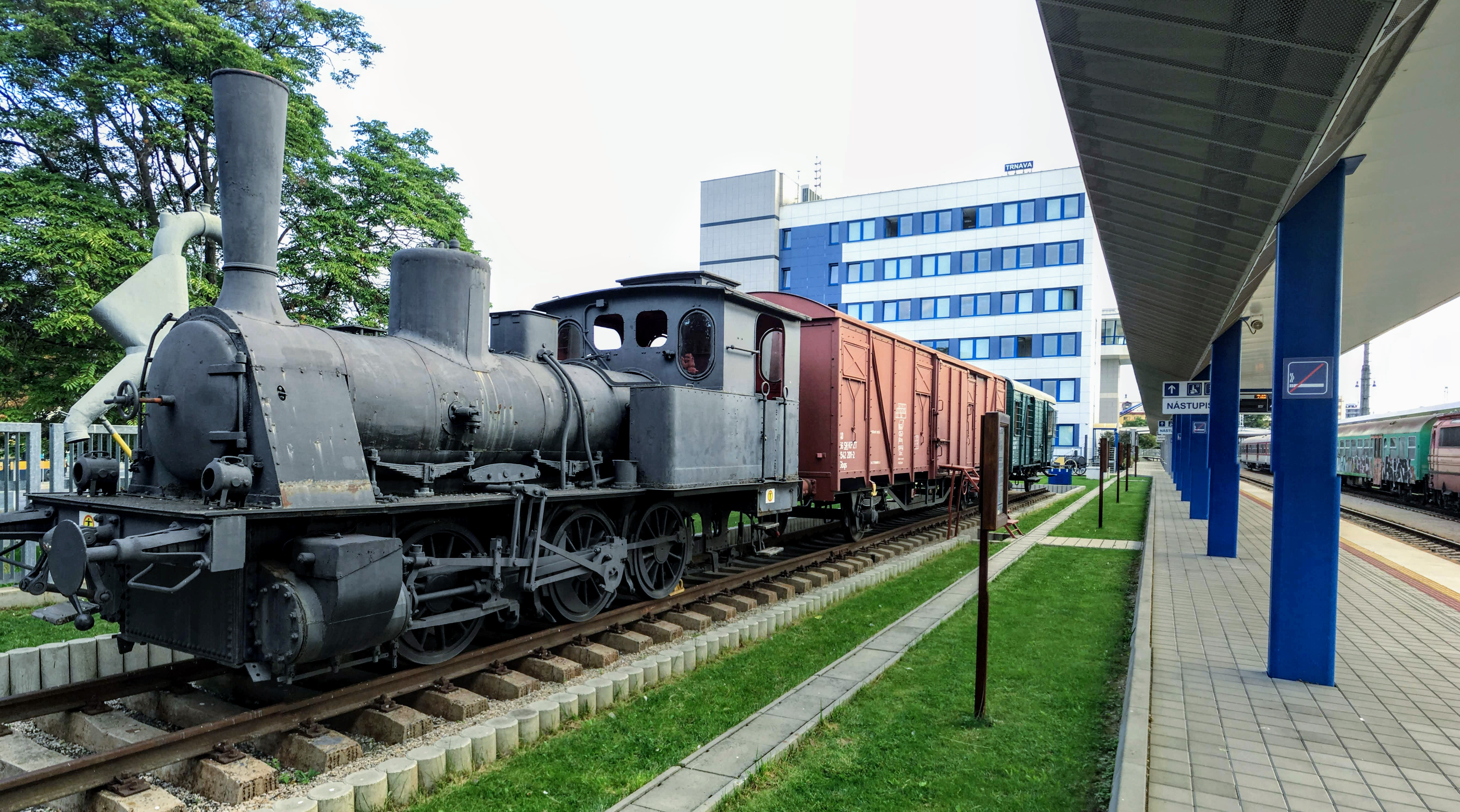
Een historische locomotief O&K 2911/1908 staat opgesteld aan perron 4

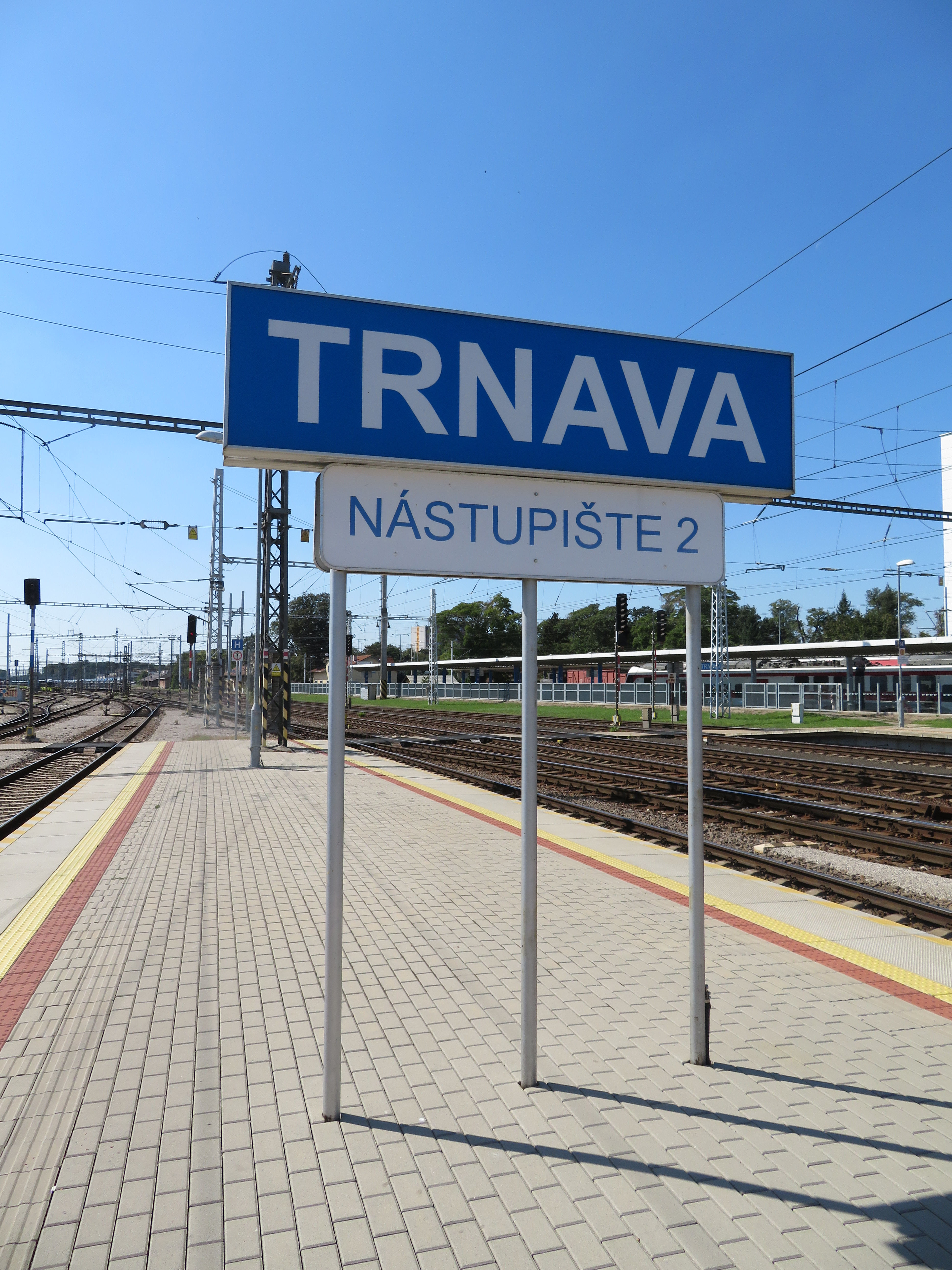
Perron 2

Technische kenmerken
| Fabrikant                        | Fabrikant                        | Orenstein und Koppel Berlin Drewitz |
| Type                             | Type                             | Cn2t                                |
| Bouwjaar                         | Bouwjaar                         | 1908                                |
| Productienummer                  | Productienummer                  | 2911                                |
| Gewicht                          | Ledig                            | 27,3 t                              |
| Gewicht                          | Rijvaardig                       | 35,9 t                              |
| Gewicht                          | Per as                           | 12,0 t                              |
| Snelheid (max)                   | Snelheid (max)                   | 40 km/h                             |
| Cylinder                         | Slag                             | 550 mm                              |
| Cylinder                         | Doormeter                        | 350 mm                              |
| Keteldruk (in werking)           | Keteldruk (in werking)           | 12 bar                              |
| Lengte (totaal, over de bumpers) | Lengte (totaal, over de bumpers) | 8591 mm                             |